# București Obor
București Obor - dworzec w Bukareszcie, w Rumunii. Leży w północno-wschodniej części miasta, w obszarze Obor-Iancului. Znajdują się tu 2 perony.